# 東利茲 (英國國會選區)
東利茲（英語：Leeds East），英國國會一自治市選區，包括英格蘭約克郡-亨伯西約克郡利茲東部。
始於1885年，時應選兩席，1918年被撤，1955年恢復。恢復後是工黨的根據地，共中包括任職長達37年的丹尼士·希利。2010年大選中喬治·牟迪以50.4%選票勝出該區連任。